# Steve Kahan
Steve Kahan (* 1939 oder 1934; auch Stephen Kahan) ist ein US-amerikanischer Schauspieler.
Er ist Richard Donners Cousin. Dieser castete ihn 1978 für den Film Superman. Seither spielte er in mehr als einem Dutzend Filmen von Donner mit.

## Filmographie
- 1978: Superman
- 1979: Unter der Sonne Kaliforniens (Fernsehserie)
- 1980: Max’s Bar (Inside Moves)
- 1981: Hart aber herzlich (Hart to Hart, Fernsehserie, Folge Das grüne Zimmer)
- 1985: Berrenger’s (Fernsehserie)
- 1987: Straße nach Nirgendwo (Destination America)
- 1987: Zwei stahlharte Profis (Lethal Weapon)
- 1989: Brennpunkt L.A. (Lethal Weapon 2)
- 1990: Predator 2
- 1992: Brennpunkt L.A. – Die Profis sind zurück (Lethal Weapon 3)
- 1993: Demolition Man
- 1993: Warlock – Satans Sohn kehrt zurück (Warlock: The Armageddon)
- 1994: The Favour – Hilfe, meine Frau ist verliebt (The Favour)
- 1995: Assassins – Die Killer (Assasins)
- 1997: Fletcher’s Visionen (Conspiracy Theory)
- 1998: Lethal Weapon 4 – Zwei Profis räumen auf (Lethal Weapon 4)
- 2003: Timeline
- 2006: 16 Blocks